# Marsdenia straminea
Marsdenia straminea är en oleanderväxtart som beskrevs av P.I. Forster. Marsdenia straminea ingår i släktet Marsdenia och familjen oleanderväxter. Inga underarter finns listade i Catalogue of Life.